# Muldenstein
Muldenstein ist ein Ortsteil der Gemeinde Muldestausee im Landkreis Anhalt-Bitterfeld in Sachsen-Anhalt.

## Geografie und Verkehr

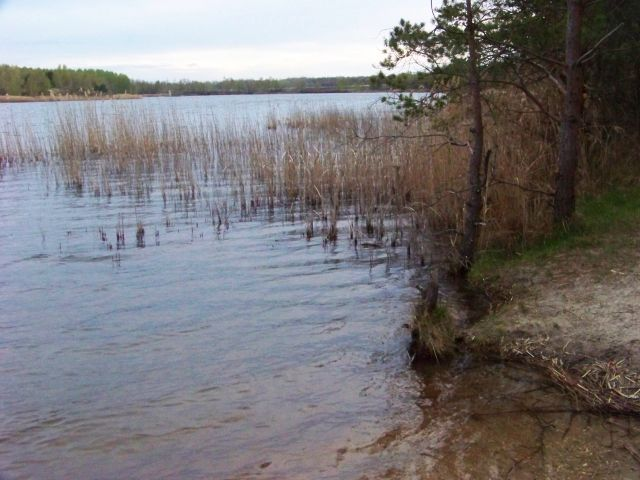
Grüner See bei Muldenstein

Muldenstein liegt an der Mulde etwa fünf Kilometer nordöstlich von Bitterfeld. Südlich der Gemeinde befinden sich mit dem Muldestausee und dem Großen Goitzschesee zwei sehr große Seen, im Osten befinden sich vier kleinere nach Farben benannte Seen (Grün, Rot, Blau und Schwarz). Südwestlich erhebt sich mit 117 m ü. NN der Muldensteiner Berg, auch Steinberg genannt. Der über Wanderwege begehbare Berg ist vulkanischen Ursprungs und hat auf seinem Gipfel einen Trinkwasserhochbehälter.
Die Bahnstrecke Berlin–Halle führt durch das Gemeindegebiet und musste wegen des Tagebaus zum Ort hin verlegt werden. Der Bahnhof Muldenstein wird stündlich von den Linien S2 und S8 der S-Bahn Mitteldeutschland bedient, das Empfangsgebäude steht leer. Die B 183 verläuft südlich der Gemeinde. Die nahegelegene A 9 ist über die etwa elf Kilometer entfernte Anschlussstelle Bitterfeld zu erreichen.

## Geschichte

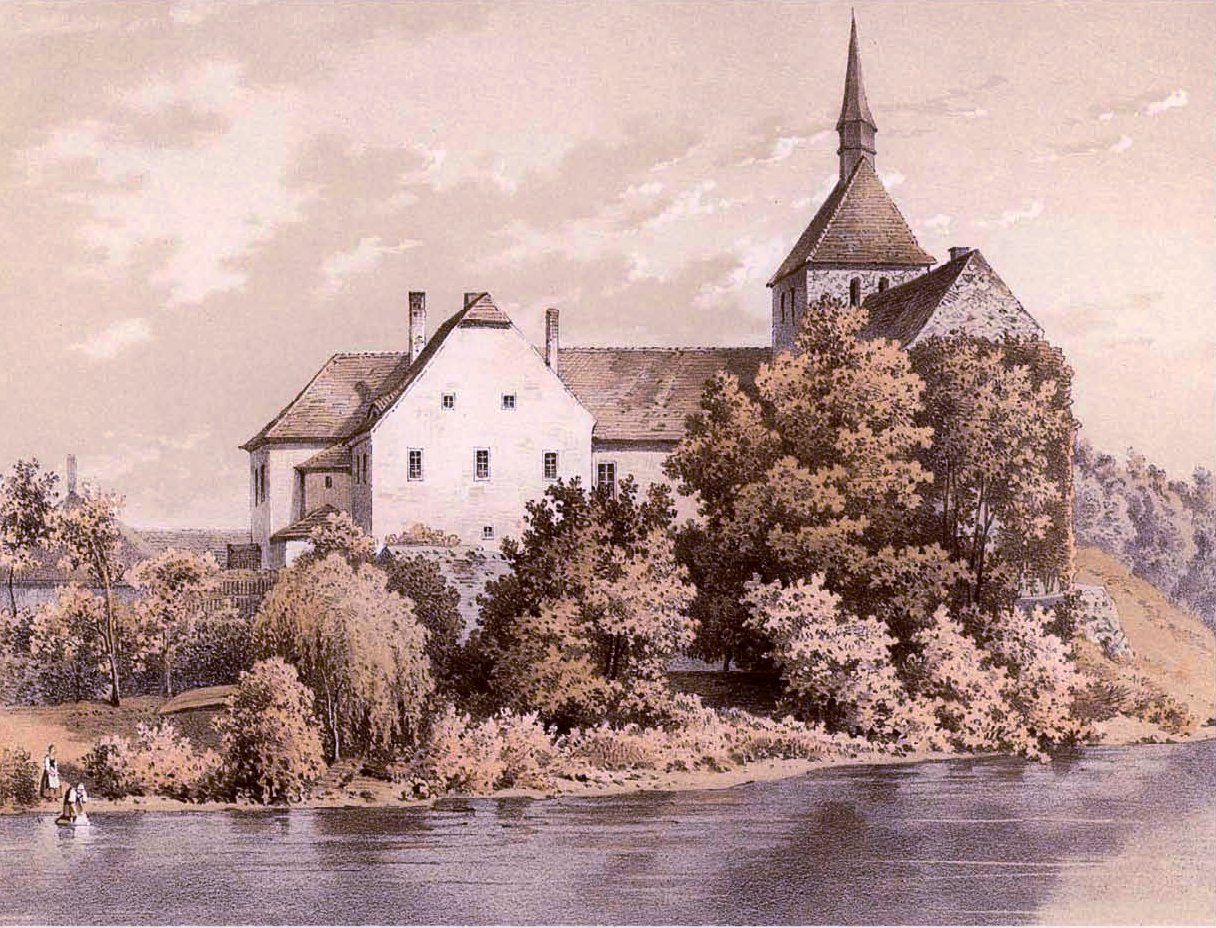
Gut Muldenstein um 1860, Sammlung Alexander Duncker

Muldenstein wurde erstmals 1346 urkundlich erwähnt. Der Ort dürfte aber älter sein, so stammt die Kirche mit ehemaligem Kloster aus dem 11. Jahrhundert. Als Ortsnamen tauchen auch Lausk, Lawsk, Lawssk, Laussig, Steinlausigk, Mildenstein und Müldenstein auf. Von 1668 bis 1822 war Muldenstein im Besitz derer von Pfuel. Der Ort gehörte bis 1815 zum kursächsischen Amt Bitterfeld. Durch die Beschlüsse des Wiener Kongresses kam er zu Preußen und wurde 1816 dem Kreis Bitterfeld im Regierungsbezirk Merseburg der Provinz Sachsen zugeteilt, zu dem er bis 1944 gehörte.
Im Jahr 1912 wurde das mit Braunkohle befeuerte Bahnkraftwerk Muldenstein in Betrieb genommen, das den Bahnstrom mit einer Frequenz von 16⅔ Hertz für die Elektrifizierung des mitteldeutschen Bahnnetzes zwischen Dessau, Bitterfeld und Leipzig zur Verfügung stellte. Mit Beginn des Ersten Weltkriegs wurde der elektrische Bahnbetrieb bereits wieder eingestellt, weil die Kupferfahrleitungen für die Rüstungsproduktion und der Strom zur Erzeugung von Chemikalien für die Sprengstoff- und Düngerproduktion verwendet wurden. Erst ab 1921 wurde der elektrische Bahnbetrieb wieder fortgesetzt.
In der alten Muldensteiner Papierfabrik richteten die Junkers Flugzeug- und Motorenwerke mit der Muldenwerke AG ab Mitte der 1930er Jahre ein Zweigwerk zur Fertigung von Flugzeugmotoren für Kampfflugzeuge ein. Ab 1937 wurde hier der Flugmotor Jumo 211 und ab 1944 das erste serienreife Strahltriebwerk der Welt Jumo 004 gebaut. Dabei mussten zahlreiche sowjetische und italienische Personen, die während des Zweiten Weltkrieges in das Deutsche Reich verschleppt wurden, Zwangsarbeit verrichten.

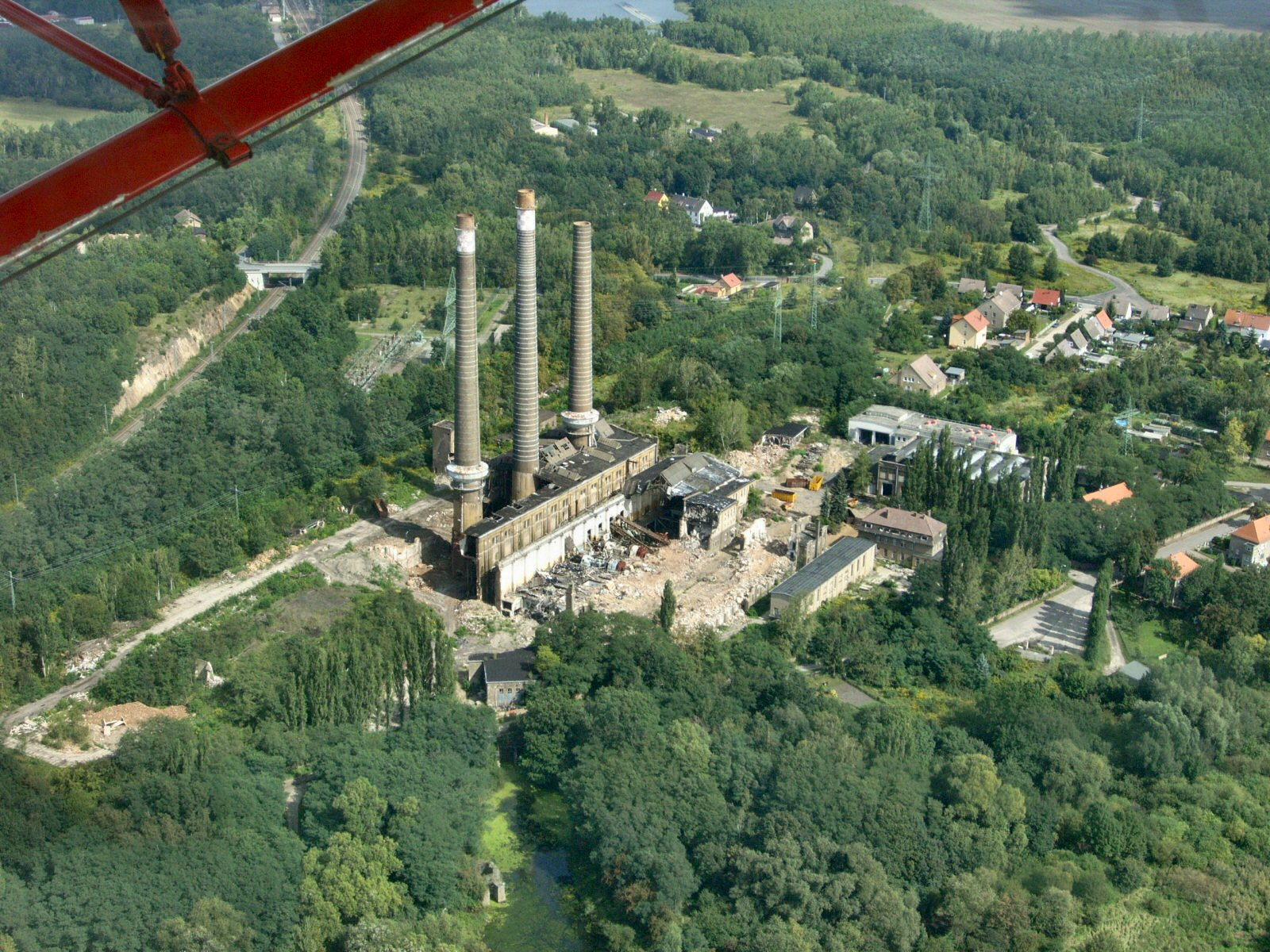
Reste des Bahnkraftwerks Muldenstein nach Beginn der Abrissarbeiten 2007

Nach dem Zweiten Weltkrieg wurden die technischen Einrichtungen des Bahnkraftwerks Muldenstein zusammen mit den Anlagen des Flugzeugmotorenwerkes Muldenwerke AG als Reparationsleistung für die Sowjetunion demontiert. 1953 wurden die Stromerzeuger, Transformatoren und Schaltanlagen des Bahnkraftwerks aus der Sowjetunion zurückgekauft und wieder eingebaut, um den 1946 erneut unterbrochenen elektrischen Bahnbetrieb wieder aufnehmen zu können.
1990 wurde bei Muldenstein ein 6 m langer Einbaum geborgen, der in das 12. Jahrhundert datiert wird.
Seit 1. Januar 2010 gehört die ehemals selbständige Gemeinde Muldenstein zur Einheitsgemeinde Muldestausee. Sie gehörte vorher zur Verwaltungsgemeinschaft Muldestausee-Schmerzbach.

## Religion

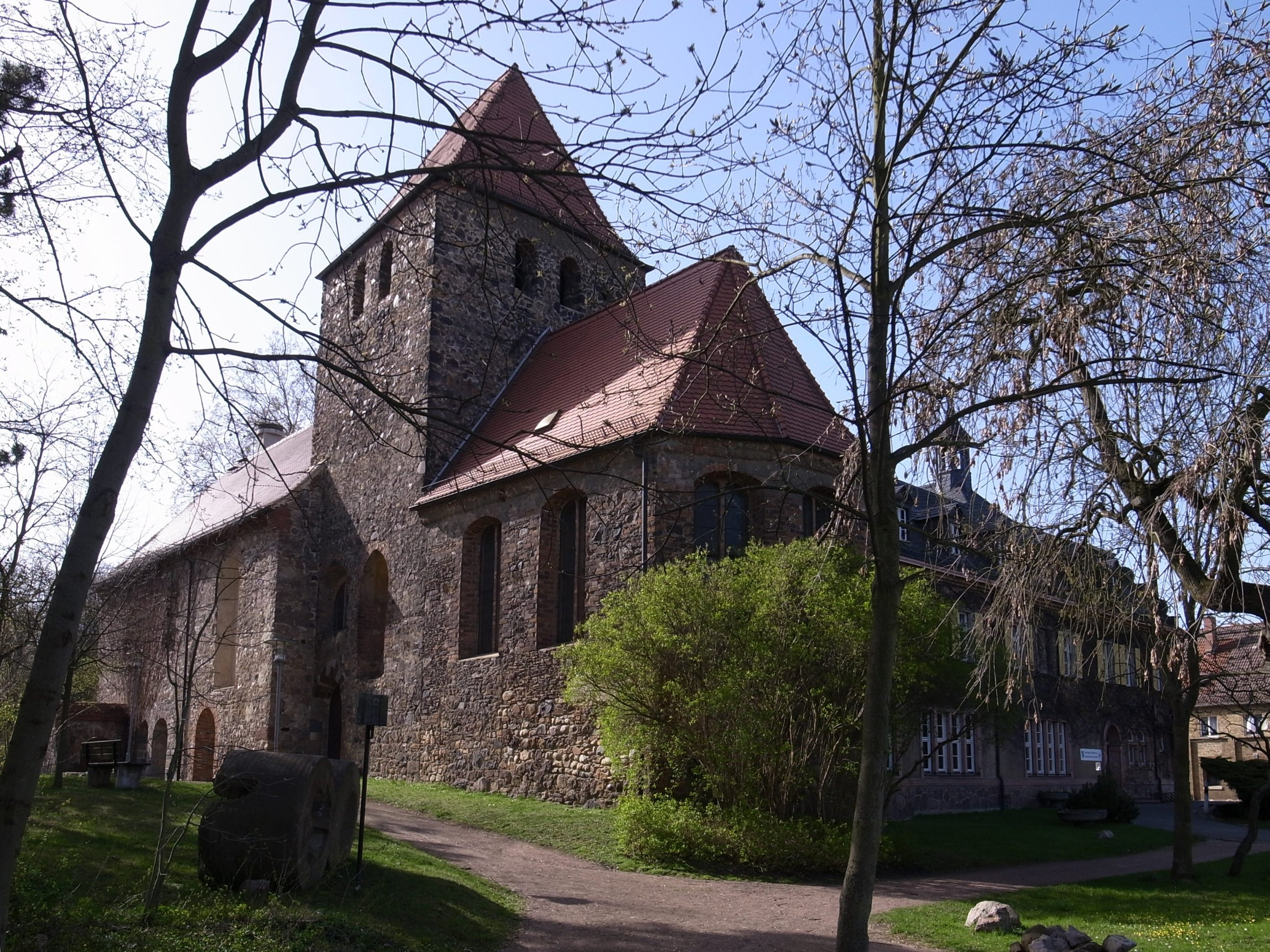
Kirche in Muldenstein

Das ursprünglich zum Archidiakonat Wurzen des Bistums Meißen gehörende Muldenstein und seine Pfarrkirche wurden durch die um 1530 durchgeführte Reformation evangelisch-lutherisch. Das seit 1477 bestehende Franziskaner-Kloster Steinlausigk, dessen Konvent die Annahme der Reformation ablehnte, wurde 1531 aufgelöst. Den Mönchen wurde die Ausübung der Seelsorge in Muldenstein untersagt, 1534 verließen die letzten von ihnen Muldenstein. Die Muldensteiner Kirche wurde infolge der Reformation zur Filialkirche von Altjeßnitz.

### Evangelisch-lutherische Kirchengemeinde
Die Kirche in Muldenstein und ihre Kirchengemeinde gehören zum Kirchenkreis Wittenberg der Evangelischen Kirche in Mitteldeutschland.

### Römisch-katholische Kuratie
Nach der Reformation siedelten sich erst wieder von Mitte des 19. Jahrhunderts an Katholiken in Muldenstein an, nachdem im Raum Bitterfeld Bergwerke und Industriebetriebe gegründet worden waren. Sie gehörten zunächst zur Herz-Jesu-Kirche in Bitterfeld. Nach dem Zweiten Weltkrieg kamen durch die Flucht und Vertreibung Deutscher aus Mittel- und Osteuropa weitere Katholiken nach Muldenstein.
Erst 1958 gelang es Vikar Heinrich Kohle aus Bitterfeld, der als Seelsorger in Muldenstein tätig war, in Muldenstein am Waldweg ein Grundstück anzukaufen. 1961 wurde Vikar Christoph Jaekel sein Nachfolger, 1962 wurde beim VEB Baustoffversorgung Magdeburg ein Wochenendhaus vom Typ 59 A/W zur Nutzung für die katholische Gemeinde bestellt. Der Bau begann am 1. Oktober 1962 mit dem ersten Spatenstich, Ende November 1962 wurde das Haus parallel zum Waldweg aufgestellt.
Am 24. Juni 1963 zog Vikar Jaekel von Bitterfeld nach in das neue Haus in Muldenstein um, womit in Muldenstein die katholische Gemeinde begründet wurde. Im Keller des Hauses wurde eine Kapelle eingerichtet, die am 24. Dezember 1963 benediziert wurde und das Patrozinium Auferstehung Christi bekam. Wenn die Größe der Kapelle für die Gottesdienstgemeinde nicht ausreichte, wurde noch bis Ende 1967 die evangelische Kirche von Muldenstein für katholische Gottesdienste genutzt.
1964 folgte die Errichtung der Kuratie Muldenstein, die zum Pfarrsprengel Bitterfeld gehörte. Christoph Jaekel wurde ihr erster Kuratus und blieb es bei zu seinem Tod im Jahre 1982. Um seine Haushälterin unterzubringen, wurde an das kleine Holzhaus im Rechten Winkel ein Erweiterungsbau angebaut, der 1967 bezogen wurde. Im Keller dieses Anbaus wurde ein Gemeinderaum eingerichtet.
Am 28. Februar 2007 fand die Profanierung der Kapelle statt, sie befand sich an der Roßdorfer Straße. Heute gehören Katholiken in Muldenstein zur Pfarrei Heilige Familie mit Sitz in Bitterfeld, die nächstliegenden Kirchen sind Edith Stein (Wolfen) und Herz Jesu (Bitterfeld).

## Politik
Der letzte Bürgermeister der Gemeinde war Walter Schmidt.
Der aktuelle Ortsbürgermeister ist Daniel Stummer.

### Wappen
Blasonierung:
Das Wappen wurde vom Heraldiker Frank Jung gestaltet.

### Partnergemeinde
Die Partnergemeinde ist Guntersblum in Rheinland-Pfalz.

## Gedenkstätte
Auf dem Alten Friedhof erinnert eine Gedenkstätte an den Tod der zahlreichen Zwangsarbeiter in den Junkers-Werken.

## Sehenswürdigkeiten

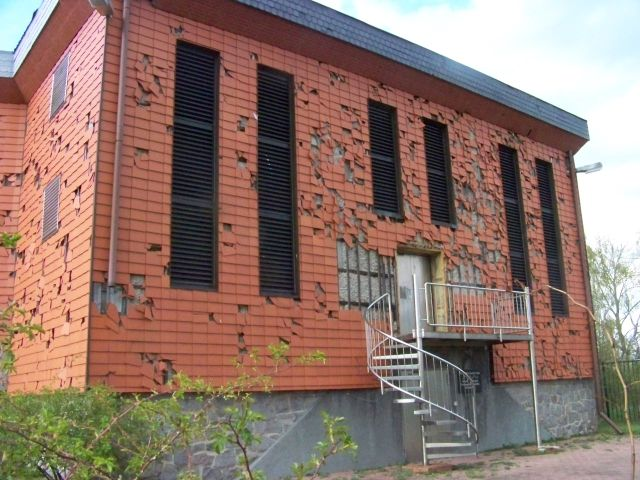
Trinkwasserhochbehälter auf dem Steinberg

- Naturdenkmal Steinberg (Porphyr) mit einem Trinkwasserhochbehälter an der Mulde
- Kirche aus dem 11./12. Jahrhundert (ehemalige Klosterkirche)
- Schloss